# Lug (Bajina Bašta)
Lug (Servisch cyrillisch Луг) is een plaats in de Servische gemeente Bajina Bašta. De plaats telt 2555 inwoners (2002).